# Carl Scholz (Jurist)
Carl Julius Ludwig Ernst Scholz (* 2. Juni 1833 in Wiesbaden; † 16. März 1893 ebenda) war ein deutscher Jurist und Politiker.

## Leben
Carl Scholz wurde als Sohn des Obersteuerrats Philipp Anton Scholz (1797–1853) und dessen Ehefrau Johannette Rosine Christine Fussinger (1799–1840) geboren. Nach dem Abitur am Gymnasium Wiesbaden im Jahre 1853 absolvierte er ein Studium der Rechtswissenschaften an der Rheinischen Friedrich-Wilhelms-Universität Bonn und der Humboldt-Universität zu Berlin, das er 1856 mit dem Staatsexamen abschloss. Er war für kurze Zeit in der Nassauischen Armee, zuletzt als Leutnant in einem Jägerbataillon. Von 1859 bis 1861 war er Amtsakzessist und anschließend bis 1863 Assessor in Diez und Weilburg.
Er übernahm die Stelle des Direktors der Rheinischen Versicherungsgesellschaft in Wiesbaden, betätigte sich politisch und wurde Mitglied der Nassauischen Fortschrittspartei. 1865 wurde er Mitglied der Ersten Kammer der Landstände des Herzogtums Nassau, gewählt aus der Gruppe der Gewerbetreibenden. Der Landtag hatte bis 1866 Bestand, als das Herzogtum Nassau von Preußen annektiert wurde. Nachfolger wurde der Nassauische Kommunallandtag des preußischen Regierungsbezirks Wiesbaden, dem er ab 1868 angehörte. Als Mitglied der Nationalliberalen Partei hatte er für den Stadtkreis Wiesbaden einen Sitz im Parlament.

## Familie
Scholz hatte am 5. Mai 1863 Luise Raht (1844–1908) geheiratet, mit der er die Kinder Bertha (1864–1873), Friedrich (1867–1905, Rechtsanwalt), Ernst (1874–1932, Reichsminister) und Frieda (* 1876, ∞ Rudolf Goebel, Major) hatte.

## Öffentliche Ämter
- 1883–1893 Verbandsdirektor des Hessen-Mittelrheinischen Genossenschaftsverbands in  Wiesbaden
- Mitglied des Aufsichtsrats des Vorschußvereins (Bank für Handel und Gewerbe)
- 1891–1893 Stadtverordneter in Wiesbaden

## Ehrungen
- 1893 Justizrat